# Origny-Sainte-Benoite
Origny-Sainte-Benoite is een gemeente in het Franse departement Aisne (regio Hauts-de-France). De plaats maakt deel uit van het arrondissement Saint-Quentin. Origny-Sainte-Benoite telde op 1 januari 2022 1.612 inwoners.

## Geografie
De oppervlakte van Origny-Sainte-Benoite bedroeg op 1 januari 2022 23,3 vierkante kilometer; de bevolkingsdichtheid was toen 69,2 inwoners per km².
De onderstaande kaart toont de ligging van Origny-Sainte-Benoite met de belangrijkste infrastructuur en aangrenzende gemeenten.

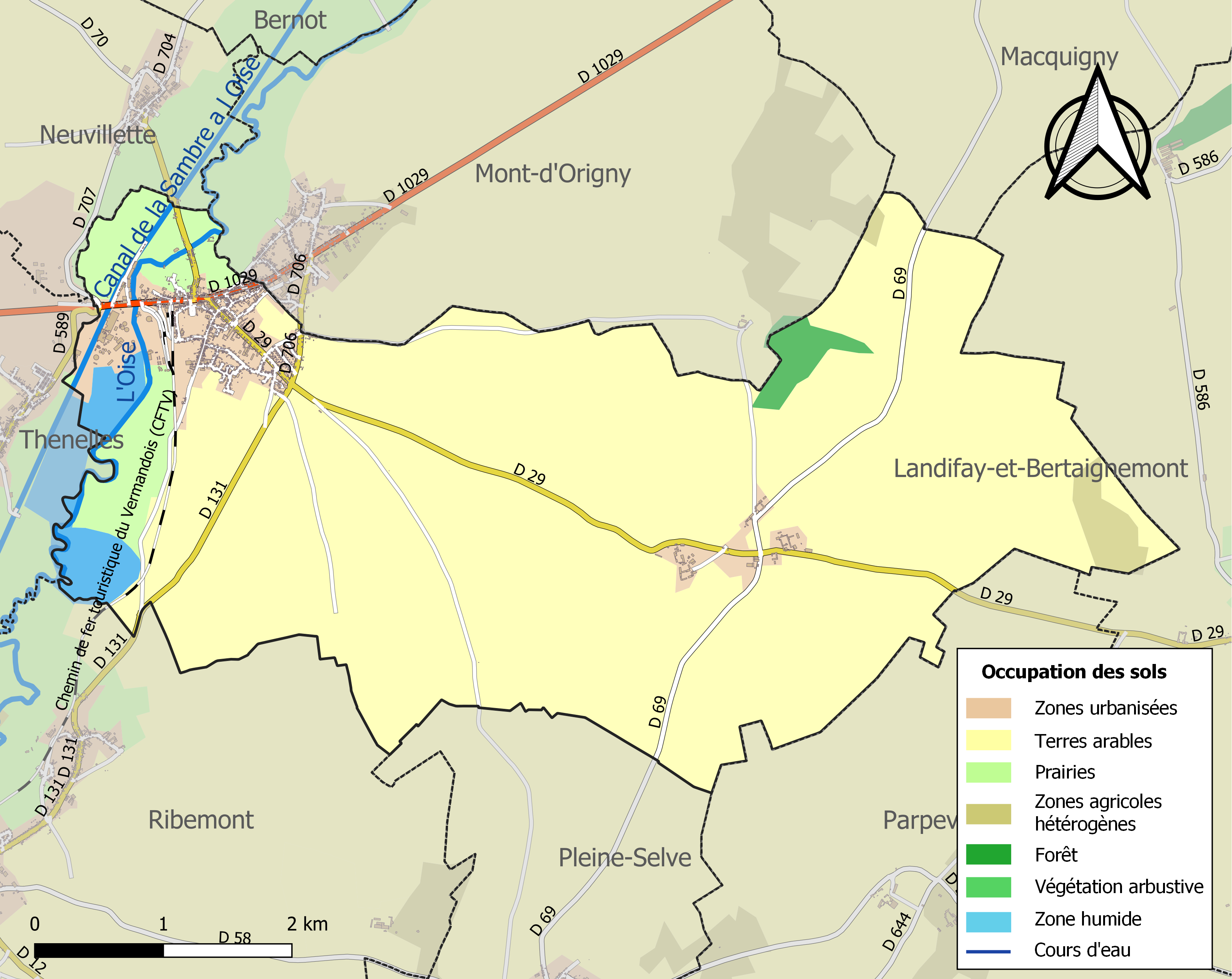

## Demografie
Onderstaande figuur toont het verloop van het inwonertal (bron: INSEE-tellingen).
Vanwege een beveiligingsprobleem met de MediaWiki Graph-software is het momenteel niet mogelijk deze grafiek weer te geven. Zodra de software is bijgewerkt zal de grafiek vanzelf weer zichtbaar worden.